# Greenea bahadurii
Greenea bahadurii là một loài thực vật có hoa trong họ Thiến thảo. Loài này được R.C.Gaur & Dayal mô tả khoa học đầu tiên năm 1985.